# Kanton Le Ribéral
 Le Ribéral  is een kanton van het Franse departement Pyrénées-Orientales. Het kanton maakt deel uit van het arrondissement Perpignan. In 2021 telde het 24.822 inwoners.

Het kanton werd gevormd ingevolge het decreet van 26 februari 2014 , met uitwerking op 22 maart 2015, met Saint-Estève als hoofdplaats.

## Gemeenten
Het kanton omvat volgende 7 gemeenten:
- Baho
- Baixas
- Calce
- Peyrestortes
- Pézilla-la-Rivière
- Saint-Estève
- Villeneuve-la-Rivière